# 캄보디아 상원
캄보디아 상원(크메르어: ព្រឹទ្ធសភា)은 캄보디아 의회의 상원이다. 62명의 의원으로 구성된 입법기관이다. 상원의원 중 58석은 캄보디아 24개 주의 지방의회 의원과 국회의원에 의해 6년마다 선출된다. 또한 국왕이 상원의원 2명을 지명하고, 국회가 2명을 지명해 총 62명의 상원의원이 선출된다. 상원은 헌법과 현행법에 따라 직무를 수행한다. 상원은 현재 캄보디아 인민당의 훈 센이 의장을 맡고 있으며 부의장 2명이 보좌하고 있다.
제1회 상원 회의는 1999년 3월 25일에 열렸으며 제1회 선거는 2006년 1월 22일에 열렸다. 현재의 제5회 상원은 2024년 4월 3일 노로돔 시하모니 국왕에 의해 취임되었다.

## 같이 보기
- 캄보디아의 정치